# 三重ホンダヒート
三重ホンダヒート（みえホンダヒート）は、ジャパンラグビーリーグワンに所属しているラグビーチームである。略称は「三重H」。練習グラウンドは、Hondaアクティブランド（三重県鈴鹿市）。

## 概要
ホームグラウンド（ホストゲーム会場）は、鈴鹿市の球技場「三重県営鈴鹿スポーツガーデン（三重交通Gスポーツの杜鈴鹿）」のサッカー・ラグビー場を使用する。現状は、収容人員が座席で約4,000人・芝生席を含めた総数が12,000人で、リーグワン基準の15,000人を満たしていない。
2023年までに座席増をリーグワン側が求めていることから、同じくホームグラウンドとして使用している鈴鹿ポイントゲッターズ（日本フットボールリーグ所属、現：アトレチコ鈴鹿クラブ）共々、施設充足のための改修（改築）を行えるように三重県に働きかけている。
四日市市や伊勢市、桑名市などのリーグワン開催基準を充足したスタジアムでの開催も検討されたが、実現していない。
2024年9月19日、観客動員数の伸び悩みなど運営面の課題を解消するため、2026-27シーズンから、活動拠点を栃木県宇都宮市（主となるホストスタジアムは栃木県グリーンスタジアム）に移転することを決定した。

## 歴史
出典
1960年に本田技研工業株式会社鈴鹿製作所、同好会として発足。
1961年にラグビー部として認定され、協会に登録。三重県社会人リーグに参加。
1978年に関西社会人A初昇格。1985年に降格するも、1シーズンでAに復帰する。
1978年には全国社会人大会に初出場している。
2003-2004からはトップウェストAに参入し、2004-2005から3シーズン連続でトップリーグとの入れ替え戦に進出。
2008年5月、チームとして初めて山田章仁をプロ選手として契約した。
2008-2009シーズンに優勝し、トップチャレンジ1に出場、2位の成績で初のトップリーグ昇格を決めた。初めてトップリーグに臨んだ2009-2010シーズンは13試合で1勝しか挙げられず、トップウェストAに自動降格した。
2010-2011シーズンにトップウェストAでは優勝を逃したものの、トップチャレンジ2で1位となりトップチャレンジ1に進出。さらにトップチャレンジ1で2位に食い込み、1シーズンでトップリーグ復帰を決めた。しかし、2011-2012シーズンでは、またしても自動降格となった。
その後2014-2015シーズンにトップウェストAで優勝し、トップチャレンジ1に出場、3勝0敗の1位の成績でトップリーグ昇格を決めた。翌トップリーグ2015-2016シーズンは11位と健闘し始めて残留を決めたが、2016-2017シーズンでは16位（最下位）に終わり、新設されるトップチャレンジリーグへの参入となった。
2017-2018シーズンはトップチャレンジリーグで1st・2ndステージともに無敗で優勝し、1年でトップリーグに復帰した。
2018-2019シーズンはトップリーグ ホワイトカンファレンスに所属。2勝4敗1分で5位通過。総合順位決定トーナメントではサニックス・キヤノン・NECを破り、チーム史上最高のトップリーグ総合9位となった。個人タイトルとしてレメキ・ロマノ・ラヴァ選手がベスト15とトライ王に輝いた。
2021年7月16日、新しい社会人リーグジャパンラグビーリーグワンのDIVISION2（2部リーグ）に振り分けされることになった。
2022年度から、山田章仁（2008-2010在籍）以来となる日本人プロ選手（藤田慶和や金井健雄ら）を獲得し、社員選手のプロ契約も限定的に解禁した。
2023年7月に親会社の本田技研工業は、保有する7つの運動部のうち、三重ホンダヒートとHonda陸上競技部の2つを「ブランディングスポーツ」へ格上げし、モータースポーツと並ぶホンダのシンボルとして強化を始めた。これに伴い、チームの所轄母体を鈴鹿製作所から東京本社の直轄事業に移行した。
リーグワン2年目の2022-23シーズンにおいて、DIVISION2リーグ戦は6チーム中2位。2023年5月、DIVISION1のNECグリーンロケッツ東葛を入替戦で破り、次期シーズンのDIVISION1昇格が決まった。
ワールドカップ2023でイタリア代表のヘッドコーチを務めたキーラン・クロウリーが、2023-24シーズンからヘッドコーチに就任した。
2024年5月29日、全選手の3分の1にあたる21人の退団を発表。2024-25シーズンは新契約プロ選手で補強し、チームとして初めてプロ選手が社員選手の数を上回る編成になる見込み。
2024年9月、NHKが、2026-27シーズン以後に、栃木県宇都宮市に本拠を移す方針であることを報じ、即日でクラブからも公式にホストタウン移転を公表した。現在の三交スポーツの森鈴鹿サッカー・ラグビー場でのホストマッチ（主管試合）では平均動員が1部の平均の3分の1の3000人程度しか入らかった興行的な課題のほか、移転先の栃木県には、母体企業のホンダの工場（本社生産企画統括部　高根沢町、パワートレインユニット製造部　真岡市など）があることや、栃木県グリーンスタジアム、カンセキスタジアムとちぎといったプロリーグ開催に適したスタジアムがあることから、より多くの動員を見込めると判断したという。なお三重県鈴鹿市もマザータウン的な位置づけによるセカンダリーホストタウンとして、三交スポーツの森鈴鹿など県内のスタジアムで数試合行う他、ラグビースクールなどの活動を継続する予定としている。

## チーム名の由来
出典
チーム公式ホームページには、「全ての原点である心、すなわち気持ちが熱くなければ真の強さは得られない! そしてHonda HEATに関わる全ての人達とその“熱さ”を共に感じたい。HEATという名称にはこの様な想いを込めています!」と掲出している。

## チーム理念
人間尊重、喜びの創造、EXCITING RUGBY

### チームスローガン
- 2023-24シーズン：「HEAT Way  Powered by Effort」[15]
- 2020-2021シーズン：「HEAT TIME」[16]
- 2015-2016シーズン：「挑戦」[17]
- 2014-2015シーズン：「PRIDE & RESPECT」[18]
- 2013-2014シーズン：「PRIDE & RESPECT」[19]
- 2012-2013シーズン：「POWER OF UNITY」[20]
- 2011-2012シーズン：「Do Hard」[21]
- 2010年：「ACTION」[22]
- 2009年：「ALL FOR WIN」[23]
- 2008年：「DO HARD」[24]

## タイトル
全国大会
- 国体 優勝: 2回 (2005, 2008)

最上位リーグ
なし
下位リーグ
- トップチャレンジリーグ 優勝: 1回 (2017)
- トップウェストA 優勝: 3回 (2008, 2013, 2014)

## 成績
出典

### 全国社会人大会戦績
| 回 | 年度 | 地区       | 成績      | 試 | 勝 | 分 | 敗 | 得 | 失 | 差  | 備考                       |
| -- | ---- | ---------- | --------- | -- | -- | -- | -- | -- | -- | --- | -------------------------- |
| 31 | 1978 | 東海・北陸 | ベスト8   | 2  | 1  | 0  | 1  | 29 | 47 | -18 | 本田技研のチーム名で出場   |
| 39 | 1986 | 東海・北陸 | 1回戦敗退 | 1  | 0  | 0  | 1  | 0  | 22 | -22 | 本田技研鈴鹿にチーム名変更 |
| 40 | 1987 | 東海・北陸 | 1回戦敗退 | 1  | 0  | 0  | 1  | 12 | 26 | -14 |                            |
| 41 | 1988 | 関西       | 1回戦敗退 | 1  | 0  | 0  | 1  | 21 | 25 | -4  |                            |
| 42 | 1989 | 関西       | 1回戦敗退 | 1  | 0  | 0  | 1  | 0  | 48 | -48 |                            |
| 43 | 1990 | 関西       | 1回戦敗退 | 1  | 0  | 0  | 1  | 4  | 40 | -36 |                            |
| 45 | 1992 | 関西       | 1回戦敗退 | 1  | 0  | 0  | 1  | 14 | 24 | -10 |                            |
| 46 | 1993 | 関西       | 1回戦敗退 | 1  | 0  | 0  | 1  | 16 | 41 | -25 |                            |
| 53 | 2000 | 関西       | 1回戦敗退 | 1  | 0  | 0  | 1  | 13 | 42 | -29 |                            |

### リーグ戦戦績

#### トップリーグ
- 2003-2004シーズン トップウェストA 6位
- 2004-2005シーズン トップウェストA 2位、トップチャレンジ2：1位、トップリーグ入替戦：敗戦、トップウェストA残留
- 2005-2006シーズン トップウェストA 2位、トップチャレンジ2：1位、トップリーグ入替戦：敗戦、トップウェストA残留
- 2006-2007シーズン トップウェストA 2位、トップチャレンジ2：1位、トップリーグ入替戦：敗戦、トップウェストA残留
- 2007-2008シーズン トップウェストA 3位
- 2008-2009シーズン トップウェストA 優勝、トップチャレンジ1：2位、トップリーグへ自動昇格
- 2009-2010シーズン トップリーグ 13位（1勝12敗）、トップウェストAへ自動降格
- 2010-2011シーズン トップウェストA 2位、トップチャレンジ2：1位、トップチャレンジ1：2位、トップリーグへ自動昇格
- 2011-2012シーズン トップリーグ 13位（2勝10敗1分）、トップウェストAへ自動降格
- 2012-2013シーズン トップウェストA 2位、トップチャレンジ2：2位、トップウェストA残留
- 2013-2014シーズン トップウェストA 優勝、トップチャレンジ1：2位、トップリーグ入替戦：敗戦、トップウェストA残留
- 2014-2015シーズン トップウェストA 優勝、トップチャレンジ1：1位、トップリーグへ自動昇格
- 2015-2016シーズン トップリーグ 11位（リーグ戦：プールA7位 1勝6敗、順位決定トーナメント下位グループ：9-12位決定予備戦 敗戦、11位決定戦 勝利）
- 2016-2017シーズン トップリーグ 16位（1勝14敗）、トップチャレンジリーグへ参入
- 2017-2018シーズン トップチャレンジリーグ 優勝（1stステージ：1位 7勝、2ndステージ：3勝）、トップリーグへ自動昇格
- 2018-2019シーズン トップリーグ 9位（リーグ戦：ホワイトカンファレンス5位 2勝4敗1分、順位決定トーナメント：1回戦 勝利、9位決定戦 勝利、トップリーグカップ 14位（プール戦：4位 3敗、順位決定トーナメント：13位決定戦 敗戦）
- 2019-2020シーズン トップリーグカップ プール戦敗退（3位 3勝2敗）、リーグ戦中止（中止時点での成績：2勝4敗）
- 2021シーズン トップリーグレッドカンファレンス6位、プレーオフトーナメント9位[25]

#### JAPAN RUGBY LEAGUE ONE
| シーズン | DIVISION  | 最終順位 | リーグ順位    | 試合数 | 勝点 | 勝 | 分 | 負 | 得点 | 失点 | 得失差 | 入替戦                                                      | 備考                        |
| -------- | --------- | -------- | ------------- | ------ | ---- | -- | -- | -- | ---- | ---- | ------ | ----------------------------------------------------------- | --------------------------- |
| 2022     | DIVISION2 | 2位      | 3位/6チーム   | 10     | 31   | 7  | 0  | 3  | 277  | 248  | 29     | 順位決定戦2位 DIVISION1 11位との入替戦敗退・残留            | [ 26 ] [ 27 ] [ 28 ]        |
| 2022-23  | DIVISION2 | 2位      | 2位/6チーム   | 10     | 38   | 8  | 0  | 2  | 358  | 185  | 173    | 順位決定戦2位 DIVISION1 11位との入替戦勝利・DIVISION1へ昇格 | [ 9 ] [ 29 ] [ 30 ]         |
| 2023-24  | DIVISION1 | 11位     | 11位/12チーム | 16     | 7    | 1  | 0  | 15 | 242  | 744  | -502   | DIVISION2 2位との入替戦勝利・残留                           | [ 31 ] [ 32 ] [ 33 ] [ 34 ] |
| 2024-25  | DIVISION1 | 11位     | 11位/12チーム | 18     | 18   | 4  | 0  | 14 | 417  | 711  | -294   | DIVISION2 2位との入替戦勝利・残留                           | [ 35 ] [ 36 ] [ 37 ]        |

## 2024-25シーズンの順位
| \| \| JAPAN RUGBY LEAGUE ONE 2024-25 順位表（2025年6月1日時点）出典：[38][39] \| 編集 \| | | | | | | | | | | | | | | | | | |
| リーグ戦 順位 | カンファレンス | チーム | 試合数 | 勝ち点 | 勝 | 分 | 負 | 得点 | 失点 | 得失点差 | T | G | PG | DG | 反則数 | プレーオフ (PO) / 入替戦 | 結果 |
| 優勝 | A | 東芝ブレイブルーパス東京 | 18 | 71 | 15 | 1 | 2 | 741 | 480 | 261 | 110 | 91 | 3 | 0 | 182 | 第13節でPO進出決定 | 優勝 |
| 2位 | B | 埼玉パナソニックワイルドナイツ | 18 | 71 | 14 | 2 | 2 | 727 | 437 | 290 | 99 | 71 | 30 | 0 | 161 | 第14節でPO進出決定 | 準決勝敗退 (4位) |
| 3位 | B | クボタスピアーズ船橋・東京ベイ | 18 | 69 | 14 | 2 | 2 | 606 | 361 | 245 | 87 | 54 | 20 | 1 | 179 | 第14節でPO進出決定 | 準優勝 |
| 4位 | A | 静岡ブルーレヴズ | 18 | 63 | 14 | 0 | 4 | 616 | 504 | 112 | 91 | 64 | 11 | 0 | 223 | 第15節でPO進出決定 | 準々決勝敗退（5位） |
| 5位 | A | コベルコ神戸スティーラーズ | 18 | 51 | 10 | 0 | 8 | 642 | 509 | 133 | 93 | 69 | 13 | 0 | 219 | 第16節でPO進出決定 | 準決勝敗退 (3位) |
| 6位 | B | 東京サントリーサンゴリアス | 18 | 40 | 8 | 2 | 8 | 542 | 568 | -26 | 73 | 48 | 26 | 1 | 179 | 第17節最終戦「横浜E対神戸S」でPO進出決定 | 準々決勝敗退（6位） |
| 7位 | B | リコーブラックラムズ東京 | 18 | 33 | 6 | 0 | 12 | 504 | 521 | -17 | 71 | 46 | 19 | 0 | 201 | | ‐ |
| 8位 | A | 横浜キヤノンイーグルス | 18 | 30 | 6 | 0 | 12 | 518 | 566 | -48 | 73 | 54 | 15 | 0 | 187 | | ‐ |
| 9位 | A | 三菱重工相模原ダイナボアーズ | 18 | 26 | 6 | 0 | 12 | 436 | 653 | -217 | 61 | 43 | 15 | 0 | 232 | | ‐ |
| 10位 | B | トヨタヴェルブリッツ | 18 | 24 | 4 | 1 | 13 | 445 | 617 | -172 | 65 | 42 | 12 | 0 | 214 | | ‐ |
| 11位 | B | 三重ホンダヒート | 18 | 18 | 4 | 0 | 14 | 417 | 711 | -294 | 60 | 39 | 13 | 0 | 208 | 第17節で「11位・入替戦出場」が確定 | 残留 |
| 12位 | A | 浦安D-Rocks | 18 | 14 | 3 | 0 | 15 | 465 | 732 | -267 | 66 | 48 | 13 | 0 | 223 | 第17節で「12位・入替戦出場」が確定 | 残留 |
| | | | | | | | | | | | | | | | | | |
| - 勝ち点は、勝ち4点、引き分け2点、負け0点。 - ただし、7点差以内の負けは1点を付与、3トライ差以上での勝ちは追加で1点を付与。 - 同じ勝ち点である場合は下記の順番で順位を決定する。 1. 勝ち点 2. 勝利数 3. ①および②が同数であったチーム間の勝ち点 4. ①、②および③が同数であったチーム間の得失点差 5. 全試合の得失点差 6. 当該チーム間のトライ数 7. 全試合でのトライ数 8. 当該チーム間のトライ後のゴール数 9. 全試合でのトライ後のゴール数 10. 抽選 | - 勝ち点は、勝ち4点、引き分け2点、負け0点。 - ただし、7点差以内の負けは1点を付与、3トライ差以上での勝ちは追加で1点を付与。 - 同じ勝ち点である場合は下記の順番で順位を決定する。 1. 勝ち点 2. 勝利数 3. ①および②が同数であったチーム間の勝ち点 4. ①、②および③が同数であったチーム間の得失点差 5. 全試合の得失点差 6. 当該チーム間のトライ数 7. 全試合でのトライ数 8. 当該チーム間のトライ後のゴール数 9. 全試合でのトライ後のゴール数 10. 抽選 | - 勝ち点は、勝ち4点、引き分け2点、負け0点。 - ただし、7点差以内の負けは1点を付与、3トライ差以上での勝ちは追加で1点を付与。 - 同じ勝ち点である場合は下記の順番で順位を決定する。 1. 勝ち点 2. 勝利数 3. ①および②が同数であったチーム間の勝ち点 4. ①、②および③が同数であったチーム間の得失点差 5. 全試合の得失点差 6. 当該チーム間のトライ数 7. 全試合でのトライ数 8. 当該チーム間のトライ後のゴール数 9. 全試合でのトライ後のゴール数 10. 抽選 | - 勝ち点は、勝ち4点、引き分け2点、負け0点。 - ただし、7点差以内の負けは1点を付与、3トライ差以上での勝ちは追加で1点を付与。 - 同じ勝ち点である場合は下記の順番で順位を決定する。 1. 勝ち点 2. 勝利数 3. ①および②が同数であったチーム間の勝ち点 4. ①、②および③が同数であったチーム間の得失点差 5. 全試合の得失点差 6. 当該チーム間のトライ数 7. 全試合でのトライ数 8. 当該チーム間のトライ後のゴール数 9. 全試合でのトライ後のゴール数 10. 抽選 | - 勝ち点は、勝ち4点、引き分け2点、負け0点。 - ただし、7点差以内の負けは1点を付与、3トライ差以上での勝ちは追加で1点を付与。 - 同じ勝ち点である場合は下記の順番で順位を決定する。 1. 勝ち点 2. 勝利数 3. ①および②が同数であったチーム間の勝ち点 4. ①、②および③が同数であったチーム間の得失点差 5. 全試合の得失点差 6. 当該チーム間のトライ数 7. 全試合でのトライ数 8. 当該チーム間のトライ後のゴール数 9. 全試合でのトライ後のゴール数 10. 抽選 | - 勝ち点は、勝ち4点、引き分け2点、負け0点。 - ただし、7点差以内の負けは1点を付与、3トライ差以上での勝ちは追加で1点を付与。 - 同じ勝ち点である場合は下記の順番で順位を決定する。 1. 勝ち点 2. 勝利数 3. ①および②が同数であったチーム間の勝ち点 4. ①、②および③が同数であったチーム間の得失点差 5. 全試合の得失点差 6. 当該チーム間のトライ数 7. 全試合でのトライ数 8. 当該チーム間のトライ後のゴール数 9. 全試合でのトライ後のゴール数 10. 抽選 | - 勝ち点は、勝ち4点、引き分け2点、負け0点。 - ただし、7点差以内の負けは1点を付与、3トライ差以上での勝ちは追加で1点を付与。 - 同じ勝ち点である場合は下記の順番で順位を決定する。 1. 勝ち点 2. 勝利数 3. ①および②が同数であったチーム間の勝ち点 4. ①、②および③が同数であったチーム間の得失点差 5. 全試合の得失点差 6. 当該チーム間のトライ数 7. 全試合でのトライ数 8. 当該チーム間のトライ後のゴール数 9. 全試合でのトライ後のゴール数 10. 抽選 | - 勝ち点は、勝ち4点、引き分け2点、負け0点。 - ただし、7点差以内の負けは1点を付与、3トライ差以上での勝ちは追加で1点を付与。 - 同じ勝ち点である場合は下記の順番で順位を決定する。 1. 勝ち点 2. 勝利数 3. ①および②が同数であったチーム間の勝ち点 4. ①、②および③が同数であったチーム間の得失点差 5. 全試合の得失点差 6. 当該チーム間のトライ数 7. 全試合でのトライ数 8. 当該チーム間のトライ後のゴール数 9. 全試合でのトライ後のゴール数 10. 抽選 | - 勝ち点は、勝ち4点、引き分け2点、負け0点。 - ただし、7点差以内の負けは1点を付与、3トライ差以上での勝ちは追加で1点を付与。 - 同じ勝ち点である場合は下記の順番で順位を決定する。 1. 勝ち点 2. 勝利数 3. ①および②が同数であったチーム間の勝ち点 4. ①、②および③が同数であったチーム間の得失点差 5. 全試合の得失点差 6. 当該チーム間のトライ数 7. 全試合でのトライ数 8. 当該チーム間のトライ後のゴール数 9. 全試合でのトライ後のゴール数 10. 抽選 | - 勝ち点は、勝ち4点、引き分け2点、負け0点。 - ただし、7点差以内の負けは1点を付与、3トライ差以上での勝ちは追加で1点を付与。 - 同じ勝ち点である場合は下記の順番で順位を決定する。 1. 勝ち点 2. 勝利数 3. ①および②が同数であったチーム間の勝ち点 4. ①、②および③が同数であったチーム間の得失点差 5. 全試合の得失点差 6. 当該チーム間のトライ数 7. 全試合でのトライ数 8. 当該チーム間のトライ後のゴール数 9. 全試合でのトライ後のゴール数 10. 抽選 | - 勝ち点は、勝ち4点、引き分け2点、負け0点。 - ただし、7点差以内の負けは1点を付与、3トライ差以上での勝ちは追加で1点を付与。 - 同じ勝ち点である場合は下記の順番で順位を決定する。 1. 勝ち点 2. 勝利数 3. ①および②が同数であったチーム間の勝ち点 4. ①、②および③が同数であったチーム間の得失点差 5. 全試合の得失点差 6. 当該チーム間のトライ数 7. 全試合でのトライ数 8. 当該チーム間のトライ後のゴール数 9. 全試合でのトライ後のゴール数 10. 抽選 | - 勝ち点は、勝ち4点、引き分け2点、負け0点。 - ただし、7点差以内の負けは1点を付与、3トライ差以上での勝ちは追加で1点を付与。 - 同じ勝ち点である場合は下記の順番で順位を決定する。 1. 勝ち点 2. 勝利数 3. ①および②が同数であったチーム間の勝ち点 4. ①、②および③が同数であったチーム間の得失点差 5. 全試合の得失点差 6. 当該チーム間のトライ数 7. 全試合でのトライ数 8. 当該チーム間のトライ後のゴール数 9. 全試合でのトライ後のゴール数 10. 抽選 | - 勝ち点は、勝ち4点、引き分け2点、負け0点。 - ただし、7点差以内の負けは1点を付与、3トライ差以上での勝ちは追加で1点を付与。 - 同じ勝ち点である場合は下記の順番で順位を決定する。 1. 勝ち点 2. 勝利数 3. ①および②が同数であったチーム間の勝ち点 4. ①、②および③が同数であったチーム間の得失点差 5. 全試合の得失点差 6. 当該チーム間のトライ数 7. 全試合でのトライ数 8. 当該チーム間のトライ後のゴール数 9. 全試合でのトライ後のゴール数 10. 抽選 | - 勝ち点は、勝ち4点、引き分け2点、負け0点。 - ただし、7点差以内の負けは1点を付与、3トライ差以上での勝ちは追加で1点を付与。 - 同じ勝ち点である場合は下記の順番で順位を決定する。 1. 勝ち点 2. 勝利数 3. ①および②が同数であったチーム間の勝ち点 4. ①、②および③が同数であったチーム間の得失点差 5. 全試合の得失点差 6. 当該チーム間のトライ数 7. 全試合でのトライ数 8. 当該チーム間のトライ後のゴール数 9. 全試合でのトライ後のゴール数 10. 抽選 | - 勝ち点は、勝ち4点、引き分け2点、負け0点。 - ただし、7点差以内の負けは1点を付与、3トライ差以上での勝ちは追加で1点を付与。 - 同じ勝ち点である場合は下記の順番で順位を決定する。 1. 勝ち点 2. 勝利数 3. ①および②が同数であったチーム間の勝ち点 4. ①、②および③が同数であったチーム間の得失点差 5. 全試合の得失点差 6. 当該チーム間のトライ数 7. 全試合でのトライ数 8. 当該チーム間のトライ後のゴール数 9. 全試合でのトライ後のゴール数 10. 抽選 | - 勝ち点は、勝ち4点、引き分け2点、負け0点。 - ただし、7点差以内の負けは1点を付与、3トライ差以上での勝ちは追加で1点を付与。 - 同じ勝ち点である場合は下記の順番で順位を決定する。 1. 勝ち点 2. 勝利数 3. ①および②が同数であったチーム間の勝ち点 4. ①、②および③が同数であったチーム間の得失点差 5. 全試合の得失点差 6. 当該チーム間のトライ数 7. 全試合でのトライ数 8. 当該チーム間のトライ後のゴール数 9. 全試合でのトライ後のゴール数 10. 抽選 | - 上位6チームは、プレーオフへ進出。 - 1位と2位には、 プレーオフ1回戦が免除され、 準々決勝から出場するシード権が与えられる。 - 11位はDIVISION2の2位と、 12位はDIVISION2の1位と、 それぞれ入替戦を行う。 | - 上位6チームは、プレーオフへ進出。 - 1位と2位には、 プレーオフ1回戦が免除され、 準々決勝から出場するシード権が与えられる。 - 11位はDIVISION2の2位と、 12位はDIVISION2の1位と、 それぞれ入替戦を行う。 |
| | JAPAN RUGBY LEAGUE ONE 2024-25 順位表（2025年6月1日時点）出典： | 編集 | | | | | | | | | | | | | | | |

## 2025-26シーズンのスコッド
開幕前、2025-26シーズンでの選手登録までは、「チームに所属している選手」の一覧に過ぎないことに留意。
カテゴリA（日本代表の実績または資格あり）は、試合登録枠17名以上、同時出場可能枠11名以上。カテゴリB（日本代表の資格獲得見込み）は、試合登録枠・同時出場可能枠ともに任意。カテゴリC（他国代表歴あり等、カテゴリ A, B以外）は、試合登録枠3名以下。
三重ホンダヒートの2025-26シーズンのスコッドは下記のとおり。2025年7月21日現在。
ヘッドコーチ: キアラン・クローリー
| 選手                       | ポジション               | 身長  | 体重    | 誕生日（年齢）         | 登録区分  |
| -------------------------- | ------------------------ | ----- | ------- | ---------------------- | --------- |
| 星野克之                   | プロップ                 | 186cm | 118.5kg | 1999年8月24日（25歳）  | カテゴリA |
| 平野叶翔                   | プロップ                 | 180cm | 105kg   | 2000年2月8日（25歳）   | カテゴリA |
| マティウス・バッソン       | プロップ                 | 190cm | 116kg   | 1995年6月9日（30歳）   | カテゴリA |
| 吉岡大貴                   | プロップ                 | 183cm | 113kg   | 1995年9月2日（29歳）   | カテゴリA |
| 鶴川達彦                   | プロップ                 | 182cm | 114kg   | 1995年5月21日（30歳）  | カテゴリA |
| 藤井拓海                   | プロップ                 | 176cm | 110kg   | 1995年9月2日（29歳）   | カテゴリA |
| 平井建多                   | プロップ                 | 186cm | 110kg   | 2001年5月9日（24歳）   | カテゴリA |
| 高橋陽大                   | プロップ                 | 185cm | 115kg   | 2002年6月29日（23歳）  | カテゴリA |
| 山田生真                   | フッカー                 | 177cm | 100kg   | 1999年1月26日（26歳）  | カテゴリA |
| 小池一宏                   | フッカー                 | 172cm | 98kg    | 1992年6月10日（33歳）  | カテゴリA |
| 肥田晃季                   | フッカー                 | 177cm | 100kg   | 2000年9月17日（24歳）  | カテゴリA |
| 白濱弘章                   | フッカー                 | 175cm | 98kg    | 1994年10月28日（30歳） | カテゴリA |
| テヴィタ・イカニヴェレ     | フッカー                 | 183cm | 113kg   | 1999年9月6日（25歳）   | カテゴリC |
| サム・シェパード           | ロック                   | 200cm | 110kg   | 2001年9月12日（23歳）  | カテゴリB |
| マーク・アボット           | ロック                   | 197cm | 112kg   | 1990年2月20日（35歳）  | カテゴリA |
| ヤンコ・スワナポール       | ロック                   | 200cm | 114kg   | 1999年9月8日（25歳）   | カテゴリB |
| 西村龍馬                   | ロック                   | 190cm | 110kg   | 1995年11月21日（29歳） | カテゴリA |
| フランコ・モスタート       | ロック                   | 200cm | 112kg   | 1990年11月27日（34歳） | カテゴリC |
| コナー・ウィホンギ         | ロック                   | 200cm | 120kg   | 1997年8月20日（27歳）  | カテゴリA |
| トレヴァ・ホゼア           | ロック/フランカー        | 203cm | 113kg   | 1999年11月24日（25歳） | カテゴリB |
| ツポウテビタ               | フランカー               | 185cm | 103kg   | 1991年9月26日（33歳）  | カテゴリA |
| トニー・ハント             | フランカー/ナンバー8     | 189cm | 106kg   | 1998年2月9日（27歳）   | カテゴリA |
| 當眞慶                     | フランカー               | 178cm | 97kg    | 2000年8月7日（25歳）   | カテゴリA |
| ワイマナ・カパ             | フランカー               | 192cm | 108kg   | 1998年9月2日（26歳）   | カテゴリB |
| フェインガ・ファカイ       | ナンバー8                | 180cm | 116kg   | 1997年7月6日（28歳）   | カテゴリA |
| タリフォロフォラ・タンギパ | ナンバー8                | 186cm | 117kg   | 1996年5月21日（29歳）  | カテゴリA |
| 古田凌                     | ナンバー8                | 183cm | 99kg    | 1995年9月29日（29歳）  | カテゴリA |
| パブロ・マテーラ           | ナンバー8/フランカー     | 190cm | 111kg   | 1993年7月18日（32歳）  | カテゴリC |
| アセリ・マシヴォウ         | ナンバー8/フランカー     | 189cm | 113kg   | 1997年3月9日（28歳）   | カテゴリA |
| 白坂佑太                   | ナンバー8/フランカー     | 182cm | 97kg    | 2002年11月29日（22歳） | カテゴリA |
| 竹中太一                   | スクラムハーフ           | 173cm | 82kg    | 1995年12月25日（29歳） | カテゴリA |
| 根塚聖冴                   | スクラムハーフ           | 163cm | 70kg    | 1997年1月13日（28歳）  | カテゴリA |
| 土永雷                     | スクラムハーフ           | 170cm | 75kg    | 1998年7月24日（27歳）  | カテゴリA |
| 北條拓郎                   | スクラムハーフ           | 173cm | 77kg    | 2001年9月18日（23歳）  | カテゴリA |
| 宮坂航生                   | スクラムハーフ           | 172cm | 75kg    | 2002年3月1日（23歳）   | カテゴリA |
| マヌ・ヴニポラ             | スタンドオフ             | 181cm | 94kg    | 2000年5月4日（25歳）   | カテゴリB |
| 中尾隼太                   | スタンドオフ             | 176cm | 86kg    | 1995年1月20日（30歳）  | カテゴリA |
| 呉洸太                     | スタンドオフ             | 180cm | 90kg    | 1996年11月16日（28歳） | カテゴリA |
| テビタ・リー               | ウイング                 | 182cm | 85kg    | 1995年3月23日（30歳）  | カテゴリB |
| マナセ・ハビリ             | センター                 | 175cm | 98kg    | 2001年4月7日（24歳）   | カテゴリA |
| ジョニー・ファアウリ       | センター                 | 180cm | 100kg   | 1995年9月13日（29歳）  | カテゴリA |
| フレイザー・クワーク       | センター                 | 187cm | 100kg   | 1998年8月14日（27歳）  | カテゴリA |
| ダーウィッド・ケラーマン   | センター                 | 185cm | 96kg    | 2000年7月21日（25歳）  | カテゴリB |
| 渡邉弐貴                   | センター                 | 175cm | 89kg    | 1997年1月14日（28歳）  | カテゴリA |
| 岡野喬吾                   | センター                 | 184cm | 98kg    | 2001年10月31日（23歳） | カテゴリA |
| 山下楽平                   | ウイング/フルバック      | 175cm | 85kg    | 1992年1月30日（33歳）  | カテゴリA |
| アカウオラ・マヌ           | ウイング/フルバック      | 178cm | 90kg    | 2001年10月27日（23歳） | カテゴリA |
| ラリー・スルンガ           | ウイング                 | 184cm | 109kg   | 1998年10月22日（26歳） | カテゴリA |
| FC・デュプレッシー         | フルバック               | 186cm | 89kg    | 2001年2月7日（24歳）   | カテゴリB |
| 植村陽彦                   | フルバック               | 177cm | 80kg    | 2000年11月13日（24歳） | カテゴリA |
| 松浦祐太                   | フルバック               | 178cm | 83kg    | 1996年12月5日（28歳）  | カテゴリA |
| 郡司健吾                   | フルバック               | 184cm | 90kg    | 1997年9月13日（27歳）  | カテゴリA |
| レメキロマノラヴァ         | ユーティリティーバックス | 178cm | 95kg    | 1989年1月20日（36歳）  | カテゴリA |

## 過去の所属選手
- RG・スナイマン
- 天野豪紀
- 秋田太朗
- アリシ・トゥプアイレイ
- 石森大雄
- 上田泰平
- 生方信孝
- 大山祥平
- 小田正浩
- 尾又寛汰
- 金本航
- 鎌田哲郎
- 鎌田祐太郎
- 香山良太
- 川俣晃人
- キャメロン・シェパード
- 具智元
- 具智充
- クリス・クリンドラニ
- ファイフィリ・レヴァヴェ
- 越田勝利
- 呉味和昌
- 呉季依典
- 後藤駿弥
- 櫻谷勉
- 佐藤剛
- 猿渡知
- ジャック・デブレチェニ
- ジャン＝ルック・デュプレッシー
- ジョー・ガードナー
- ショーン・トレビー
- ジョシュ・ベックハイス
- ジョノ・ランス
- 末松勇喜
- 孫榮基
- 滝澤翔太
- 竹内擁騎
- 竹丸貴仁
- ダニエル・リンディー
- タックルながい。
- 塚本篤志
- 忽那健太
- ディグビー・イオアネ
- デオン・ステフマン
- トゥパフィナウ
- トマシソンゲタ
- 中川真生哉
- 中田晃司
- 原島知行
- 藤崎眞樹
- 藤田望
- 藤浪輝人
- ロビンスブライス
- 古屋孝広
- ベイデン・カー
- ポール・スクーマン
- ホゼア・ギア
- 政田孝之
- マット・ダフィー
- マリエトア・ヒンガノ
- マルセル・クッツェー
- 圓生正義
- 三木亮平
- 光安俊貴
- 三谷典正
- 森田諒
- 守屋篤
- 元公法
- 安岡大貴
- 山田章仁
- 山根有人
- リチャードブラウン
- ルーベン・ソーン
- 渡部逸記
- 西澤将太
- パディ・バトラー
- 秋山陽路
- 川崎大翔
- パブロ・マテラ
- ケイレブ・トラスク
- 森川海斗
- 半井優太

【2024年5月退団】
- 日比野壮大
- 金井健雄
- 李承爀
- 土井暉仁
- ヴィリアミ・ヴリ
- テトゥヒ・ロバーツ
- 近藤雅喜
- 辻惇朗
- ヘイデン・ベッドウェル＝カーティス
- ヴィリアミ・アフ・カイポウリ
- ジャスティン・ダウニー
- トコキオソシセニ
- 伊藤玖祥
- 小畑拓也
- 朴成基
- ミッチェル・ハント
- クリントン・ノックス
- 重一生
- 河野孝太郎
- 山本悠翔
- 渡部寛太

【2025年5月退団】
- 赤平勇人
- 田嶋グン
- 肥爪駿
- 秋山陽路
- 笠掛優
- 小林亮太
- 服部航介
- 山路健太
- 饒平名悠斗
- 川合カイト
- 本村直樹
- 藤田慶和
- トム・バンクス

## 鈴鹿ラグビースクール
2007年4月に、小学生のためのラグビースクール「鈴鹿ラグビースクール」を開校。ヒート選手による指導、交流会等を通じ、地元鈴鹿市のラグビー文化発展に貢献している。

## 不祥事
- 2024年9月15日(日)午前7時ごろ、所属選手が道路交通法違反（酒気帯び運転）を行い、検挙された。前日午後8時ごろからアルコール摂取を伴う会食後、駐車場に停めてあった車両で仮眠を取り、翌朝6時ごろに車両を発進。駐車場から100m走行したところで警察官から停止を求められ、基準値を超えるアルコールが検知された。三重ホンダヒートは、運転していた選手に対して年俸減額とチーム対外活動参加禁止6か月間、同乗していた選手2名に対しては譴責（けんせき）とチーム対外活動参加禁止6か月間の処分を行った。これを受けて、ジャパンラグビーリーグワンは規律委員会における審議を行い[51][52][53]、選手3名に譴責（けんせき）の処分を行った[54]。

### 本田技研工業のスポーツチーム
- Honda鈴鹿硬式野球部
- Honda硬式野球部
- Honda熊本硬式野球部
- Honda FC
- Honda Elk
- ホンダルミノッソ狭山FC
- ホンダFCレディース
- ホンダロックサッカー部
- ホンダリヴェルタ
- Honda陸上競技部